# Kałamarnice
Kałamarnice, kalmary, kalmarokształtne (Teuthida) – grupa około 300 gatunków głowonogów zaliczanych do dziesięciornic, tradycyjnie klasyfikowana w randze rzędu lub podrzędu, znacznie zróżnicowana morfologicznie i ekologicznie. Są zaliczane do owoców morza (frutti di mare). Część taksonomów nie uznaje tej grupy za klad, a nazwę Teuthida traktuje jako nomen dubium i proponuje w jej miejsce wprowadzenie rzędów Myopsida i Oegopsida.

## Występowanie
Zwierzęta z tej grupy zamieszkują pelagial oceanów. Część żyje na szelfie, a część w głębinach. 

## Budowa
Charakteryzują się następującymi cechami:
- obłe, torpedowate ciało,
- dziesięć ramion, z których dwa są wyraźnie dłuższe, kurczliwe, z przyssawkami otoczonymi chitynowym wałem lub uzbrojonymi w chitynowe haczyki,
- samce mają jedno lub dwa ramiona przekształcone w hektokotylusy,
- płaszcz wytwarza boczne płetwy łączące się z reguły z tyłu ciała,
- muszla z chityny, cienka i elastyczna, zredukowana do płytki obrośniętej płaszczem.

## Klasyfikacja
Tradycyjnie kalmary grupowane są w podrzędach:
- Myopsina
- Oegopsina

Proponowane jest podniesienie obydwu do rangi rzędu, odpowiednio: Myopsida i Oegopsida.

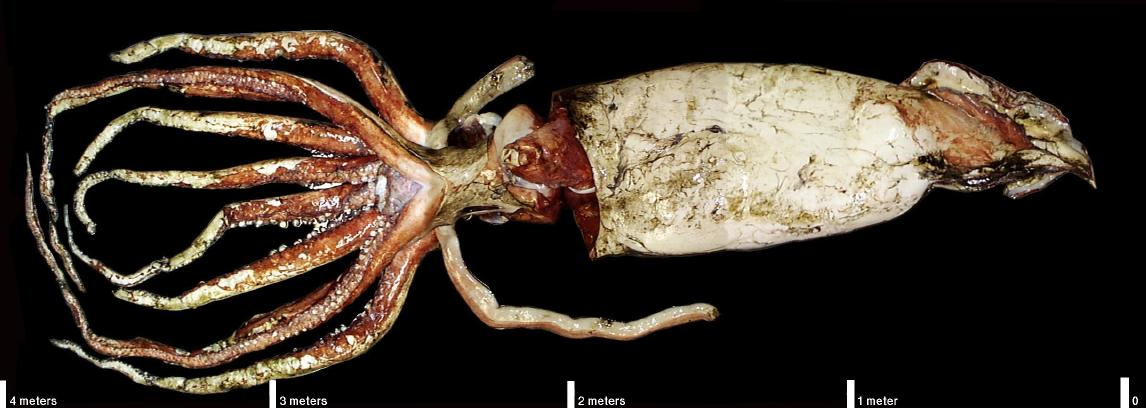
Kałamarnica o długości ponad 4 metrów wyłowiona z zimnych wód arktycznych

## Wybrane gatunki
Przykładowymi przedstawicielami tej grupy zwierząt są:
- kalmar patagoński (Loligo gahi)
- kalmar pospolity[2][8], kałamarnica zwyczajna[8] (Loligo vulgaris)
- kalmar szelfowy[4] (Loligo reynaudii)
- kalmar europejski (Todarodes sagittatus)
- kalmar argentyński (Illex argentinus)
- kalmarowiec głębinowy[8] (Lycoteuthis lorigera)
- kałamarnica długopłetwa[9] (Doryteuthis pealeii)
- kałamarnica Humboldta (Dosidicus gigas)
- kałamarnica kalifornijska[10] (Doryteuthis opalescens)
- kałamarnica kolosalna (Mesonychoteuthis hamiltoni)
- kałamarnica krótkopłetwa[9] (Illex illecebrosus)
- kałamarnica olbrzymia[8], kalmarzec (Architeuthis dux) – obydwie te nazwy zwyczajowe, a także „kalmar olbrzymi”[4] są używane dla określenia wszystkich gatunków z rodzaju Architeuthis
- kalmarownik długoramienny[8] (Chiroteuthis veranii)